# Schenkung
Die Schenkung (lateinisch donatio) ist eine Zuwendung, durch die jemand aus seinem Vermögen einen Anderen bereichert und beide Teile darüber einig sind, dass die Zuwendung unentgeltlich erfolgt (§ 516 Abs. 1 BGB).

## Schenkungsvertrag

### Inhalt
Wird eine Leistung schenkweise versprochen, liegt ein zweiseitiges Rechtsgeschäft (Vertrag) vor. Das Rechtsgeschäft ist allerdings lediglich einseitig verpflichtend, denn nur der Schenker hat eine Leistung zu erbringen. Die Zuwendung des Vermögenswertes durch den Schenker erfolgt unentgeltlich also ohne Gegenleistung und führt bei ihm zu einer endgültigen Entreicherung. Ohne Gegenleistung erfolgt das Geschäft dann, wenn weder eine bedingte noch eine konditionale Verknüpfung mit der Zuwendung vorliegt. Zuwendungen unter Ehegatten können im Einzelfall entgeltlich sein, wenn sie im Rahmen der Familie als Ausgleich für geleistete Dienste erbracht wurden. Andernfalls handelt es sich auch hierbei um Schenkungen, die nach der Rechtsprechung des BFH der Schenkungssteuer unterliegen. Schließlich gelten Schenkungen, die gegen Auflagenerfüllung erbracht werden, nicht als bedingte Schenkung, da von der Nichterfüllung der Auflage nicht die Wirksamkeit der Schenkung als Rechtsgeschäft abhängt.
Schenkungen unter Eheleuten werden als unbenannte Zuwendungen bezeichnet.

### Form
Zwar nicht der ganze Schenkungsvertrag, aber das Schenkungsversprechen, also die Willenserklärung des Schenkenden, bedarf der notariellen Beurkundung. Das Formerfordernis resultiert aus § 518 Absatz 1 BGB. Wird diese Form nicht eingehalten, so kann der Formmangel durch die spätere Bewirkung der versprochenen Leistung geheilt werden. Das heißt, eine Beurkundung eines Notars ist etwa dann nicht mehr erforderlich, wenn das Geschenk bereits übereignet wurde und Schenkungsvollzug im Sinne des § 518 Absatz 2 BGB vorliegt. Ein vor der Übergabe geschlossener Schenkungsvertrag wird damit nachträglich wirksam.

### Schenkungsarten
Es gibt unterschiedliche Ausprägungen bei den Schenkungsarten. Die sogenannte „remuneratorische Schenkung“ bezeichnet eine zusätzliche Zuwendung des Schenkers für erbrachte Dienste des Beschenkten. Diese dienen allerdings nur als Motiv der Schenkung, anders als bei Schenkungen, die gegen Auflagen erbracht werden (§ 525 BGB). Bloße Belohnungen sind als unentgeltlich zu betrachten, zusätzliche Bezahlung als Gegenleistung hingegen als entgeltlich.
Gemischte Schenkungen, beispielsweise die Überlassung einer Sache zu vermindertem Entgelt, wird nach der sogenannten Zweckwürdigungstheorie beurteilt: ein Überwiegen des unentgeltlichen Teils führt grundsätzlich zum Rechtscharakter einer Schenkung; bei Gleichgewichtigkeit oder Überwiegen des entgeltlichen Teils, wird das Rechtsgeschäft zerlegt und nach den jeweils einschlägigen Regeln behandelt (Teil-Kauf, Teil-Schenkung).
Letztlich gibt es Zuwendungen, die an eine Erwartungshaltung geknüpft sind, ohne dass sie einer Auflage gleichkämen, die sogenannten „Zweckschenkungen“. Hierbei handelt es sich um Leistungen aus dem Schenkungsgegenstand, die ohne Rechtspflicht getätigt werden und grundsätzlich nicht einklagbar sind. Wird der Zweck, beispielsweise die Fortführung eines Handwerkbetriebes, enttäuscht, weil sich der Beschenkte gegen diese Erwartung stellt, kann ausnahmsweise die condictio ob rem anwendbar sein. Voraussetzung ist allerdings, dass der Zweck der Schenkung nicht über eine Übereinstimmung der Vorstellungen der Parteien hinaus Vertragsinhalt geworden war.

### Handschenkung
Der Schenkende hat die Möglichkeit, eine Schenkung als sogenannte Handschenkung (donatio manualis) vorzunehmen. Eine solche liegt vor, wenn der Gegenstand der Schenkung dem Beschenkten sofort verschafft wird, ohne dass der Schenkende dies dem Beschenkten vorher verspricht. Dies wird in aller Regel Geschenke wie Geburtstags- oder Weihnachtsgeschenke oder sonstige Geschenke betreffen, die man sofort übergibt, ohne dies zuvor in einem förmlichen Vertrag festzuhalten.
Die Parteien sind sich zum Zeitpunkt der Übergabe darüber einig, dass keine Gegenleistung erwartet wird, dass die Übergabe also unentgeltlich erfolgt. Eine solche Handschenkung bedarf keiner besonderen Form, um wirksam zu sein.

## Rückgängigmachung einer Schenkung
Der Anspruch des Beschenkten besteht darin, dass erfüllt wird (Schenkungsvollzug). Im Rahmen des Leistungsstörungsrechtes greifen zudem die allgemeinen Haftungsregeln, die allerdings für das Schenkungsrecht im Rahmen der §§ 521–524 BGB modifiziert sind.
Da eine Schenkung allerdings ohne Gegenleistung des Beschenkten erfolgt (Bereicherung), sich im Gegenzug jedoch das Vermögen des Schenkers mindert (Entreicherung) und damit möglicherweise auch dessen Bonität, besteht die grundsätzliche Gefahr, dass Interessen des Schenkers beziehungsweise Dritter in besonderem Maße gefährdet werden. Aus diesem Grunde gesteht das Recht der Schenkung weniger Schutzbedürftigkeit zu, als im nicht altruistischen Rechtsverkehr ansonsten üblich. Im Rahmen von Widerruf (§§ 530 ff. BGB) und Einrederecht (Notbedarf § 519 BGB) bestehen für den Schenker daher etliche Fallgestaltungen, die ihm das Recht einräumen, die Schenkung wieder rückgängig zu machen.

### Nichtvollzug einer Auflage
Im Falle einer Auflagenerteilung hat der Schenker Anspruch darauf, dass der Beschenkte die Auflage gemäß § 525 BGB vollzieht. Hierzu besteht eine Anspruchsbegrenzung dann, wenn der Beschenkte die Vollziehung der Auflage im Rahmen des § 526 BGB verweigern durfte, weil ein Mangel im erworbenen Recht oder in der Sache besteht, der wertmäßig hinter den erforderlichen Aufwendungen zu deren Beseitigung zurückbleibt.
Im Falle des Nichtvollzuges der Auflage hat der Schenker im Rahmen der Rechtsfolgenverweisung über § 527 BGB bereicherungsrechtliche Rückforderungsansprüche.

### Verarmung des Schenkers
Ein besonderes Problem im Zusammenhang mit der Schenkung stellt der Fall dar, dass der Schenker nach dem Vollzug der Schenkung verarmt und für den eigenen Unterhalt auf das verschenkte Vermögen angewiesen ist. Dieser Fall hat in der Rechtspraxis erhebliche Bedeutung, nämlich in den häufig vorkommenden Fällen, dass der Schenker durch Alter, Unfall oder Krankheit pflegebedürftig wird, sein eigenes Einkommen und Vermögen zur Deckung der Pflegekosten nicht ausreicht und stattdessen die Allgemeinheit durch Sozialhilfe hierfür aufkommen muss. § 528 Abs. 1 BGB bestimmt hierzu, dass der Schenker vom Beschenkten die Herausgabe des Geschenks nach den Vorschriften über die Herausgabe einer ungerechtfertigten Bereicherung fordern kann, soweit der Schenker nach der Vollziehung der Schenkung außerstande ist, seinen angemessenen Unterhalt zu bestreiten.
Ein typisches Beispiel für Verarmung ist die Altersarmut. Angenommen ein 63-jähriger Mensch verschenkt 25.000 Euro an eine gemeinnützige Institution. Vier Jahre später geht er in Rente. Aufgrund der geringen Höhe der Rente und mangels eigenen Vermögens verfügt er jedoch über keine ausreichenden Mittel zur Bestreitung des Lebensunterhalts mehr. Mit der Schenkung hat er seine Bedürftigkeit nach § 528 BGB selbst verschuldet. Es gilt: Hätte der Schenker auf die Schenkung verzichtet, würde keine Bedürftigkeit vorliegen. Folglich ergibt sich, dass er keinerlei Sozialhilfe oder Arbeitslosengeld II erhält und die Schenkung zurückfordern muss.
Eine Grenzregelung bietet § 529 BGB. Generell gilt, dass Schenkungen der letzten zehn Jahre zurückgefordert werden müssen, sofern der Schenkende Sozialhilfe in Anspruch nehmen will. Das gilt für alle Vermögenswerte, wie Immobilien, Sparbücher und andere Wertgegenstände wie Antiquitäten und dergleichen. In etwa 360.000 Fällen jährlich fordert in diesen Fällen das jeweils betreuende Sozialamt die Schenkungen der letzten zehn Jahre (konsequent) von den Angehörigen zurück. Ein Teil der auf diesen Fällen basierenden Gerichtsverfahren zieht sich jahrelang hin (Prozessdauer). Auch wenn der Mensch vorher pflegebedürftig gewesen wäre und er das Vermögen an den sie kostenlos Pflegenden verschenkt hätte, hätte die Schenkung zurückgefordert werden können. Lediglich im seltenen Fall der sittlichen Pflicht ist dies ausgeschlossen.
Gegebenenfalls kann der Beschenkte die Herausgabe durch Erheben der Einrede der Entreicherung verweigern (§ 818 Abs. 3 BGB. Bezüglich einer Insolvenz gilt zudem § 143 Abs. 2 Satz 1 InsO).

### Insolvenz des Schenkers
Tritt beim Schenker die Privatinsolvenz ein, und erfolgte die Schenkung in den vier Jahren davor, so kann der Gläubiger  sie nach den allgemeinen Vorschriften des § 134 InsO anfechten. Dem Schenker obliegt die Beweislast dafür, dass die Schenkung außerhalb dieses Zeitraums lag. Darüber hinaus kann der Gläubiger nach § 133 InsO auch eine bis zu zehn Jahre zurückliegende Schenkung anfechten, wenn Schenker und Beschenkter den Vorsatz hatten, die Gläubiger zu benachteiligen. Wurde bei der Schenkung ein Rückforderungsrecht vereinbart, so fließt dieses Recht in die Insolvenzmasse und die Gläubiger können unabhängig von den allgemeinen Vorschriften darauf zugreifen.

### Insolvenz oder Verarmung des Beschenkten
Spiegelbildlich verhält es sich entsprechend beim Beschenkten: Droht ihm die Insolvenz, so fließt das Geschenk regelmäßig in die Insolvenzmasse; verarmt er, muss er das Geschenk zur Finanzierung seines Lebensunterhalts verwenden. Nur wenn der Schenker sich im Schenkungsvertrag die Rückforderung vorbehalten hat, kann er es wieder herausfordern und es so der Verwertung durch die Gläubiger oder dem Zugriff des Sozialstaats entziehen.

### Grober Undank
Bei einer schweren Verfehlung (Undankbarkeit) des Beschenkten gegenüber dem Schenker oder dessen nahen Angehörigen  kann die Schenkung innerhalb eines Jahres (§ 532 BGB) ab Kenntnis der Verfehlung widerrufen werden (§ 530 Abs. 1 BGB). Das Verwandtschaftsverhältnis zwischen Schenker und Beschenktem spielt für die Bewertung der Verfehlung keine besondere Rolle. Der grobe Undank muss der Verfehlung zu entnehmen sein, sie muss eine tadelnswerte Gesinnung offenbaren, die auf Undankbarkeit deutet. Zur Beurteilung der Schwere der Verfehlung sind auch die damit zusammenhängenden Umstände zu würdigen. Beispiele: Bedrohung des Lebens, körperliche Misshandlung, grundlose Strafanzeige, belastende Aussage trotz Zeugnisverweigerungsrecht, schwere Beleidigung. Die Erklärung des Widerrufs einer Schenkung wegen groben Undanks bedarf keiner Begründung.

### Scheidung
Am 4. Februar 2010 traf der Bundesgerichtshof (BGH) eine Grundsatzentscheidung und gab damit seine bisherige restriktive Rechtsprechung zur Rückforderung von Geschenken durch Schwiegereltern an Schwiegerkinder auf. Im Verfahren forderten die Ex-Schwiegereltern 58.000 DM (knapp 30.000 Euro) zurück, die sie ihrem künftigen Schwiegersohn zur Finanzierung einer Eigentumswohnung gegeben hatten. Dieser kaufte diese Wohnung als Alleineigentümer. Solche Zuwendungen erfüllten dem BGH zufolge alle Tatbestandsmerkmale einer Schenkung. Geschäftsgrundlage einer solchen Schenkung sei regelmäßig,
- dass die Ehe zwischen Kind und Schwiegerkind fortbestehe und
- dass das Kind des Schenkers „in den fortdauernden Genuss“ der Schenkung komme.

Vor diesem Urteil war ein Rückforderungsanspruch der Schwiegereltern in der Regel ausgeschlossen, wenn die Ehepartner in einer Zugewinngemeinschaft gelebt hatten (was in Deutschland auf die meisten Ehepaare zutrifft).

## Schenkung durch gesetzliche Vertreter an Dritte
Gesetzliche Vertreter dürfen Vermögen der von ihnen Vertretenen verschenken, wenn dadurch einer sittlichen Pflicht oder einer auf den Anstand zu nehmenden Rücksicht entsprochen wird. Dies betrifft die Eltern von Minderjährigen (§ 1641 BGB) und Vormünder (§ 1798 Absatz 3 BGB); rechtliche Betreuer dürfen Schenkungen und unentgeltliche Zuwendungen aus dem Vermögen des Betreuten auch dann vornehmen, wenn diese nach den Lebensverhältnissen des Betreuten angemessen oder als Gelegenheitsgeschenk üblich sind, in anderen Fällen benötigen sie die Genehmigung des Betreuungsgerichts (§ 1854 Nr. 8 BGB) (bis 2022 konnte das Betreuungsgericht nur Ausstattungen (Aussteuer, Mitgift) an Kinder von Betreuten genehmigen (§ 1908 BGB a. F., § 1908i Absatz 2 Satz 1 a. F. i. V. m. § 1804 BGB a. F.).

## Schenkung und Erbrecht
Schenkungen, die in den letzten 10 Jahren vor dem Tod des Schenkers vorgenommen wurden, können im Wege des Pflichtteilsergänzungsanspruches von den Berechtigten angerechnet werden (§ 2325 BGB).
Im Fall einer böswilligen Schenkung kann der Vertragserbe, nachdem ihm die Erbschaft angefallen ist, von dem Beschenkten die Herausgabe des Geschenks nach den Vorschriften über die Herausgabe einer ungerechtfertigten Bereicherung fordern (§ 2287 BGB).

## Schenkungsteuerpflicht
Der Vermögenszuwachs des Beschenkten unterliegt der Schenkungsteuer, sobald die Summe der Schenkungen zwischen diesen Personen in den letzten zehn Jahren den Freibetrag überschreitet. Die Schenkungsteuer wird nach den gleichen Bestimmungen wie die Erbschaftsteuer erhoben, dem Erbschaftsteuer- und Schenkungsteuergesetz.

## Historische Schenkungen
- Pippinsche Schenkung
- Konstantinische Schenkung